# Alcoolorexie
 Mise en garde médicale
L'alcoolorexie est une expression familière désignant l'anorexie ou la boulimie associée à un trouble lié à l’alcoolisme. Le terme est généralement utilisé pour désigner l'utilisation de méthodes extrêmes de contrôle du poids pour compenser la consommation excessive d'alcool planifiée. Les recherches sur la combinaison d'un trouble de l'alimentation et d'une consommation excessive d'alcool se sont principalement concentrées sur les femmes d'âge universitaire, bien que le phénomène ait également été observé chez les jeunes hommes. Des études suggèrent que les individus s'engagent dans cette combinaison de malnutrition auto-imposée et de consommation excessive d'alcool pour éviter la prise de poids due à l'alcool, pour économiser de l'argent pour acheter de l'alcool et pour faciliter l'intoxication alcoolique.

## Lien entre la consommation excessive d'alcool et les troubles de l'alimentation
Des études révèlent que les personnes souffrant d'un trouble de l'alimentation courent un risque plus élevé de développer des troubles liés à l'usage de substances. On rapporte que jusqu'à la moitié des personnes souffrant de troubles de l'alimentation abusent de l'alcool ou de substances illicites, l'anorexie et la boulimie étant les troubles les plus souvent liés à la consommation de substances. L'Association nationale de l'anorexie mentale et des troubles associés rapporte que 72 % des femmes qui admettent une consommation inappropriée d'alcool sont également considérées comme souffrant d'un trouble de l'alimentation.

## Symptômes
L’alcoolorexie comprend trois aspects majeurs : la consommation/l'abus d'alcool, la restriction de l'apport alimentaire et l'activité physique excessive. Il est généralement résumé dans les activités suivantes :
- Compter l'apport calorique quotidien (communément appelé « comptage des calories ») pour garantir qu'aucun poids n'est pris lors de la consommation d'alcool.
- Manquer ou sauter des repas pour conserver les calories nécessaires à la consommation de boissons alcoolisées.
- Faire trop d'exercice pour compenser les calories consommées par les boissons alcoolisées.
- Consommer une quantité extrême d'alcool pour vomir des aliments déjà ingérés[6].

## Traitement
L’alcoolorexie ne s’agit pas d’un trouble médicalement diagnostiqué ; il n’existe donc pas de traitement spécifique. Cependant, comme l'ivresse est une combinaison de deux troubles différents, la consommation excessive d'alcool et les troubles de l'alimentation tels que l'anorexie et la boulimie, le traitement doit traiter les deux.

## Effets
La combinaison de la famine et de la consommation excessive d’alcool peut entraîner toute une série de conséquences physiques et psychologiques. Boire dans un état de malnutrition peut prédisposer les individus à un taux plus élevé d'évanouissements, d'intoxications alcooliques, de blessures, de violences ou de maladies liées à l'alcool. Boire à jeun permet à l'éthanol d'atteindre le système sanguin plus rapidement et augmente le taux d'alcool dans le sang à une vitesse dangereuse, ce qui peut rendre le buveur plus vulnérable aux lésions cérébrales liées à l'alcool. De plus, une consommation excessive d'alcool peut avoir un impact néfaste sur l'hydratation et la rétention de minéraux et de nutriments, ce qui exacerbe les conséquences de la malnutrition et compromet les facultés cognitives d'un individu. Ces effets sont plus prononcés chez les femmes, car elles métabolisent généralement l'alcool plus lentement que les hommes.

## Populations à risque
L’alcoolorexie est plus courante chez les étudiants universitaires, car ils sont confrontés à la pression contradictoire d'une consommation excessive d'alcool et du maintien d'un physique mince. Les étudiants de première année seraient particulièrement prédisposés aux troubles de l'alimentation afin d'éviter le légendaire « Freshman 15 », défini comme la prise de poids résultant de l'adaptation à un mode de vie universitaire.
La National Eating Disorder Association a révélé qu’environ 20 % des étudiants des deux sexes admettaient souffrir d’un trouble de l’alimentation à un moment donné de leur vie. En outre, une étude de 2002 a révélé que 70 % des étudiants participants avaient déclaré avoir consommé de l'alcool au cours du mois précédent et que 40 % s'étaient livrés à des Binge drinking.
Une enquête réalisée en 2013 a observé 107 étudiantes universitaires afin d'étudier la fréquence et la corrélation des vomissements provoqués après avoir consommé de l'alcool. Les résultats ont montré que 59,8 % des participants ayant déclaré avoir bu de l’alcool semblaient également avoir provoqué des vomissements après avoir consommé de l’alcool. Les participants qui ont signalé des vomissements provoqués après avoir consommé de l'alcool ont également signalé davantage de symptômes de boulimie mentale.
En Australie, une étude de 2013 a interrogé 139 Australiennes âgées de 18 à 29 ans inscrites à un diplôme de premier cycle à l'université. Il a été demandé à ces femmes de répondre à une enquête concernant l'alimentation compensatoire et les comportements en réponse à la consommation d'alcool afin de tester la symptomatologie de l'ivresse. Dans l’échantillon testé, 79 % des participants ont démontré s’engager dans un comportement d’alcoolorexie caractérisé. Une analyse plus approfondie des résultats a montré que les normes sociales en matière de consommation d'alcool et les normes sociales associées à l'image corporelle et à la minceur avaient un impact considérable sur la motivation de ces comportements.
D'autres recherches ont montré qu'il existe une autre corrélation entre les étudiants qui participent à une activité physique et la dépendance à l'alcool. Les individus qui étaient plus actifs physiquement que leurs pairs avaient une plus grande tendance à être dépendants à l'alcool ou à se livrer régulièrement à des beuveries. L'exercice excessif est souvent perçu comme un symptôme d'anorexie mentale et d'autres troubles de l'alimentation associés, ce qui illustre encore davantage l'existence de l'ivresse, en particulier chez les personnes d'âge universitaire.
Une autre étude a révélé qu'il y avait peu de différence entre les taux d'ébriété chez les étudiants, les non-étudiants et les anciens étudiants.

## Motivations
Les motivations derrière l’alcoolorexie en tant que modèle de comportement sont l’un des aspects les moins bien compris de la maladie. On soupçonne que les facteurs prédominants dans le développement de l'ivresse sont une perception de soi déformée et conforme à des normes irréalistes d'image corporelle, la pression des pairs pour s'assimiler à la norme en termes de consommation d'alcool sociale et de normes sociétales de beauté, un mécanisme d'adaptation à l'anxiété et à la beauté. dépression et comme moyen de s'enivrer rapidement en réponse au stress et/ou à la pression des pairs.
D'autres motivations pour l’alcoolorexie comprennent : empêcher la prise de poids, économiser de l'argent qui serait dépensé en nourriture pour acheter de l'alcool et s'enivrer plus rapidement.

## L’alcoolorexie comme diagnostic
Les troubles coexistants et auto-renforcés liés à la famine et à l'alcool sont de plus en plus reconnus dans les domaines du double diagnostic, de la psychiatrie et de l'addictionologie.